# Dagblad van het Noorden
El Dagblad van het Noorden és un diari distribuït a les províncies neerlandeses de Groningen i Drenthe. La redacció té la seu a la ciutat de Groningen. L'editorial del diari és NDC Mediagroep, que també edita el Leeuwarder Courant i el Friesch Dagblad.
El diari es va crear a partir d'una fusió de tres diaris: el Nieuwsblad van het Noorden, el Groninger Dagblad i el Drentse Courant. El primer exemplar va ser editat el 2 d'abril del 2002.
El diari té sis edicions regionals:
- Edició Groningen Nord
- Edició Groningen Est
- Edició Stad en Haren (ciutat de Groningen i Haren)
- Edició Drenthe Nord
- Edició Drenthe Oest
- Edició Drenthe Est